# MoonScoop
 (octobre 2022).
MoonScoop était une entreprise du secteur audiovisuel français spécialisé dans la création et la commercialisation de marques pour la jeunesse.
Ce groupe a été fondé par les deux frères Christophe et Benoît Di Sabatino. Le groupe MoonScoop est né de la fusion entre France Animation et Antefilms Production, puis de l’acquisition de Mike Young Productions en 2003.
Le groupe MoonScoop rassemblait deux maisons de production d’animation, MoonScoop Paris et MoonScoop LLC à Los Angeles, deux studios d'animation (Antefilms en France, et Luxanimation au Luxembourg) et Cyber Group Studios, un opérateur-distributeur en nouveaux médias (MoonScoop Digital Media (France)), deux chaînes de vidéo à la demande (VOD) (Kabillion (en), sur Comcast et Bangoo, disponible sur Neufbox SFR, Numericable, Orange, iTunes, Alice et Free).
Les principales marques du groupe étaient Code Lyoko, Les 4 Fantastiques, Titeuf, Ava, Riko, Teo, Geronimo Stilton, Tara Duncan et Casper et Alien Bazar. Elles appartiennent désormais à Dargaud Média. Le succès de Code Lyoko est tel que MoonScoop crée en 2013 une nouvelle série mélangeant animation 3D et prise de vue réelle intitulée Code Lyoko Évolution.
L'entreprise est mise en liquidation judiciaire le 24 janvier 2014 à la suite de son redressement judiciaire en cours depuis juin 2012.

## Histoire
Benoît et Christophe di Sabatino créént, en 1990, la société de production et de distribution audiovisuelle Antefilms Production. Leur première série jeunesse Au cœur des toiles dont la vocation était de faire découvrir à un jeune public les grands maîtres de la peinture, obtient le grand prix du scénario décerné par l’UNESCO[source secondaire souhaitée]. Jouant la carte de l’innovation, en 1994, la société développe un nouveau procédé d’animation intégrant animation traditionnelle et images de synthèse et produit un dessin animé intitulé Les Pirates de Noël, diffusé dans les programmes jeunesse de France 3. Les deux frères développent leur société en créant à Angoulême, dans le cadre du pôle image Magelis, Antefilms Studio, spécialisé dans l’image de synthèse et la capture de mouvement et produisent des séries comme Fred des cavernes, Funky Cops ou Code Lyoko.
Antefilms Production rachète en 2003 la société France Animation, l’un des premiers producteurs et distributeurs de programmes jeunesse, créée dans les années 1980. MoonScoop est issu de ce rapprochement.
Aux États-Unis, le groupe MoonScoop lance en janvier 2007 Kabillion (en), une chaîne jeunesse pour les enfants âgés de six à douze ans, offrant des contenus vidéo à la demande et communautaires, sur le câble numérique, la télévision IP et sur téléphonie mobile. Kabillion est distribuée par le groupe Comcast et devait couvrir, à partir de 2007, 30 % des foyers américains via le câble, 60 % via la télévision IP et 20 % via la téléphonie mobile. Le lancement de cette chaîne constitue un tournant majeur pour le développement des activités internationales de l'entreprise.
En 2011, MoonScoop lance, en Europe, la chaîne Taffy Kids, qui propose des contenus de divertissement (vidéo à la demande, jeux vidéo et contenus communautaires) via les nouveaux médias (TV, ADSL pour PC, VOD sur téléphonie mobile). Cette chaîne est distribuée par des opérateurs locaux (Orange, Neuf, Bouygues, etc.). Taffy Kids couvre depuis 2007 la France, l'Espagne, l'Angleterre, l'Allemagne et la Pologne. Taffy Kids est la première chaîne européenne triple-content et triple play[source secondaire souhaitée]. Le 21 novembre 2011, Taffy Kids change de nom et devient Bangoo[source secondaire souhaitée].
Parallèlement, MoonScoop Digital Media, société du groupe MoonScoop, éditeur et opérateur de Taffy Kids, développe dans le même temps d'autres chaînes sur des concepts similaires, comme Maestro TV ou Adibou TV[source secondaire souhaitée].
En 2008, le Centre national de la cinématographie place MoonScoop à la seconde place de son classement des producteurs d’animation, avec 31 heures de production en 2008, soit 21 % du volume total de la production française. Se rajoutent à ces heures les séries produites par MoonScoop LLC, filiale du groupe basée à Los Angeles, qui a réalisé, en 2008, 24 heures de production. Le groupe MoonScoop a produit en 2008 un total de 55 heures d’animation. Pour l’année 2008, le chiffre d’affaires du groupe est de 55 millions d’euros avec un résultat net de 5 millions d’euros. MoonScoop emploie près de 300 personnes en Europe et aux États-Unis.
Mercredi 31 juillet 2013, une assemblée générale des salariés de MoonScoop a décidé de retirer le mandat de direction à Benoît et Christophe Di Sabatino. La société est en redressement judiciaire depuis le 20 juin 2013.
Le 24 janvier 2014, le tribunal accepte l'offre de rachat de Dargaud, qui devient donc le propriétaire du catalogue complet de MoonScoop et l'employeur de 2 des derniers employés de l'entreprise, qui elle, disparaît[source insuffisante].

## MoonScoop LLC
MoonScoop LLC (anciennement Mike Young Productions) est un studio d'animation indépendant américain dirigé par Mike Young, créateur de la série SuperTed lauréate d'un BAFTA ; Liz Young, qui a assuré la supervision de la série de Scholastic Entertainment Clifford (nommée aux Emmy Awards), et de son spin-off Puppy Days (lauréat aux Emmy Awards) ; Bill Schultz, producteur des Simpson (deux fois lauréat aux Emmy Awards). MoonScoop LLC développe, crée et produit les séries Alien Bazar, Le Monde de Todd, Growing Up Creepie, I Got A Rocket, Dive Olly Dive! et Jakers! The Adventures of Piggley Winks.

## Splash Entertainment
À la suite du redressement judiciaire, puis de la disparition de MoonScoop France, MoonScoop LLC (aussi nommé MoonScoop USA) devient une filiale du couple Young, qui renomme d'ailleurs l'entreprise en Splash Entertainment.
En octobre 2012, MoonScoop lance Bangoo Planète, un site de vidéo à la demande pour les francophiles vivant à l'étranger.